# Бірлік (Цілиноградський район)
Бірлі́к (каз. Бірлік) — село у складі Цілиноградського району Акмолинської області Казахстану. Входить до складу Оразацького сільського округу.
Населення — 264 особи (2021; 301 у 2009, 337 у 1999, 252 у 1989).
Національний склад станом на 1989 рік:
- казахи — 100 %.

Станом на 1989 рік село називалось Берлік, ще раніше — Кустумсук.